# Movimiento Colombia Viva
El Movimiento Colombia Viva en Unidad Cristiana fue un partido político populista en Colombia, fundado en 2003 por una coalición de senadores. En el año 2006 entra a formar parte de la coalición uribista, aunque mantuvo únicamente 2 curules en el senado. El presidente del partido era Dieb Maloof, exsenador de ascendencia árabe hoy se encuentra preso por el escándalo de la parapolítica.
Actualmente la mayoría de sus dirigentes se encuentran bajo investigación de la Corte Suprema de Justicia de Colombia por vínculos con grupos terroristas y la mayoría de ellos se encuentran detenidos.

## Historia
2002-2006: El Ascenso
A raíz del incremento del umbral para personería jurídica y representación parlamentaria, efectuado en la Reforma política de 2003, los partidos políticos más pequeños de Colombia se vieron forzados a fusionarse. Un grupo de disidencia del Partido Liberal compuesta por seis senadores se une con el movimiento político independiente MIPOL, el cual poseía entonces cuatro senadores. Uno de estos, Mario Salomón Nader, adhiere al Partido Liberal.
Al naciente movimiento también adhieren un senador de Cambio Radical y uno del Movimiento Popular Unido, formando así un partido con una fuerza parlamentaria de ocho senadores, lo cual lo posesionaba entre los más grandes del país.
En 2005 ocurre una realineación en la política colombiana causada por la creación de un partido afín al gobierno del entonces presidente Álvaro Uribe, el Partido de la U, liderado por Juan Manuel Santos. Paralelamente, Germán Vargas Lleras había sellado una alianza con el Partido Cambio Radical, al cual se unirían pronto otro numeroso grupo de políticos simpatizantes del gobierno de Álvaro Uribe. Los senadores de Colombia Viva Habib Merheg, Dieb Maloof, Luis Eduardo Vives, Carlos García y Jairo Merlano renuncian al partido, con el fin de buscar el del Partido de la U. Este, sin embargo, rechaza la unión de los primeros tres y los expulsa de su lista tras una investigación que presuntamente los vinculaba con grupos paramilitares. García y Merlano, sin embargo, son avalados por el Partido de la U y postulados para el Senado nuevamente.
Vicente Blel por su parte, en 2005 es admitido en el Partido Liberal, pero es expulsado el año siguiente, tras conocerse información de los Estados Unidos en la cual se vinculaba a este senador con el narcotráfico.
Luis Eduardo Vives es recibido por otro partido político minoritario: Convergencia Ciudadana; Miguel de la Espriella es avalado por el Partido Colombia Democrática. Habib Merheg, Vicente Blel y Dieb Maloof reviven entonces a Colombia Viva y reciben en este a varios políticos de la Costa Atlántica Colombiana, además de un grupo de pastores cristianos, liderado por Enrique Gómez Montealegre.
2006-2010: La Caída
El desempeño de Colombia Viva en las elecciones legislativas de 2006 es muy pobre. Obtienen solo dos escaños en senado (Merheg y Maloof) y ninguno en la Cámara de Representantes. 
Tras ser expulsados del Partido de la U, se abrió un escándalo político en Colombia conocido como parapolítica, en el cual se comprobó los nexos de algunos políticos con grupos narcoterroristas. Dieb Maloof es detenido por nexos con paramilitares y fraude electoral el 1 de febrero de 2007, siendo condenado por ello el 15 de enero de 2008. Es reemplazado por Vicente Blel el 7 de mayo de 2007, a quien también le abren una investigación por nexos con el paramilitarismo en octubre de ese mismo año.
Blel es reemplazado por Jorge Castro Pacheco, hermano de la "mano derecha" del paramilitar Jorge 40. A su vez, Castro Pacheco es detenido el 15 de mayo de 2008, también por nexos con las autodefensas. Como suplente de este, asume una curul el pastor cristiano Enrique Gómez Montealegre. Sin embargo, Gómez Montealegre no pertenecía ya a Colombia Viva sino al Partido de la U para ese entonces (a pesar de que en la elección de 2006 se inscribió al primer partido).
Habib Merheg también fue investigado por el escándalo de la parapolítica y renunció a su curul en el Senado. En 2009, esta pasó a manos del pastor cristiano Víctor Velásquez. 
Colombia Viva quedó entonces sin curules para el grupo político mayoritario. El senador Velásquez pronto se trasladó al Partido de la U, dejando al partido al borde de la desaparición. En 2009, desde la cárcel La Picota, donde se encuentran la mayoría de los políticos involucrados en la parapolítica, se efectúa una cuestionada reunión entre los políticos Jorge Castro, Vicente Blel. A través de Internet, participan de esta otros políticos, provenientes en mayoría del departamento del Valle del Cauca. La reunión acuerda un cambio de nombre e imagen del partido, formando así la Alianza Democrática Nacional (ADN), partido que resultaría desmantelado por órdenes del Consejo Nacional Electoral colombiano.

## Parlamentarios
| Senador                        | Partido (2002)                            | Partido (2003)  | Partido (2006)               | Partido (2009)         | Situación Jurídica                               |
| ------------------------------ | ----------------------------------------- | --------------- | ---------------------------- | ---------------------- | ------------------------------------------------ |
| Dieb Maloof                    | Movimiento de Integración Popular (MIPOL) | Colombia Viva   | Colombia Viva                | No se presentó.        | Condenado.                                       |
| Luis Eduardo Vives             | Movimiento de Integración Popular (MIPOL) | Colombia Viva   | Convergencia Ciudadana       | No se presentó.        | Condenado.                                       |
| Vicente Blel                   | Movimiento de Integración Popular (MIPOL) | Colombia Viva   | Colombia Viva                | No se presentó.        | Condenado.                                       |
| Miguel Alfonso de la Espriella | Movimiento Popular Unido                  | Colombia Viva   | Partido Colombia Democrática | No se presentó.        | Condenado.                                       |
| Habib Merheg                   | Partido Liberal                           | Colombia Viva   | Colombia Viva                | No se presentó.        | Investigado por la Corte Suprema.                |
| Salomón Saade                  | Partido Liberal                           | Colombia Viva   | No se presentó.              | No se presentó.        | Inhabilitado por la procuraduría.                |
| Darío Martínez                 | Partido Liberal                           | Colombia Viva   | No se presentó.              | No se presentó.        | No está involucrado en ningún problema judicial. |
| Álvaro Sánchez Ortega          | Partido Liberal                           | Colombia Viva   | No se presentó.              | No se presentó.        | No está involucrado en ningún problema judicial. |
| Héctor Elí Rojas               | Partido Liberal                           | Colombia Viva   | Partido Liberal              | Partido Liberal        | No está involucrado en ningún problema judicial. |
| Carlos Barragan                | Partido Liberal                           | Colombia Viva   | No se presentó.              | No se presentó.        | No está involucrado en ningún problema judicial. |
| José Ignacio Mesa              | Partido Liberal                           | Colombia Viva   | Partido de la U              | Partido Cambio Radical | No está involucrado en ningún problema judicial. |
| Eduardo Benítez                | Partido Liberal                           | Colombia Viva   | Partido de la U              | Partido de la U        | No está involucrado en ningún problema judicial. |
| Carlos García                  | Partido Liberal                           | Colombia Viva   | Partido de la U              | Partido de la U        | Absuelto luego de investigación.                 |
| Jairo Merlano                  | Partido Cambio Radical                    | Colombia Viva   | Partido de la U              | No se presentó.        | Absuelto luego de investigación.                 |
| Enrique Gómez Montealegre      | No se presentó.                           | No se presentó. | Colombia Viva                | Partido de la U        | Investigado.                                     |
| Víctor Velásquez Reyes         | No se presentó.                           | No se presentó. | Colombia Viva                | Partido de la U        | No está involucrado en ningún problema judicial. |